# Valse wolvezelkop
De valse wolvezelkop (Inocybe stellatospora, synoniem: Inocybe longicystis) is een schimmel behorend tot de familie Inocybaceae. Hij vormt ectomycorrhiza met loofbomen. Soms komt hij voor op rottend hout.

## Kenmerken

### Uiterlijke kenmerken
Hoed
De hoed heeft een diameter van 1,5 tot 3 cm. De vorm is aanvankelijk klokvormig of conisch, maar wordt later breed convex en niet helemaal plat. Meestal behoudt het zijn lage umbo. Het hoedoppervlak is sterk vezelig met puntige bruine schubben die rechtop staan in de buurt van het centrum.
Lamellen
De lamellen staan matig uiteen. Ze beginnen wit of bleek grijsbruin en worden donkerder naarmate ze ouder worden.
Steel
De steel heeft een lengte van 30-60 mm en een dikte van 3-7 mm. Hij heeft dezelfde kleur als de hoed, maar naar de voet toe is soms witachtig of lichtbruin gekleurd. De vorm cilindrisch, soms met een licht bolvormige voet. Het is bedekt met ruige bruine vezels, nabij de top. Jonge vruchtlichamen hebben een gordijn.
Geur
Het vlees ruikt muffig of spematisch.
Sporenprint
De sporenprint is donker bruin van kleur.

### Microscopische kenmerken
De cheilocystidia zijn variabel spoelvormig tot lageniform, vaak licht kopvormig, soms met apicale kristallen en meten 50-80 × 10-20 μm. Pleurocystidia zijn aanwezig, vaak in grote getalen, en zijn spoelvormig tot flesvormig en meten 50-80 × 15-25 μm. De randen van de cystidia kleuren niet geel met KOH. De onregelmatig stervormige sporen meten 8-10 × 5,5-6,5 µm. Deze soort heeft geen caulocystidia.

## Foto's

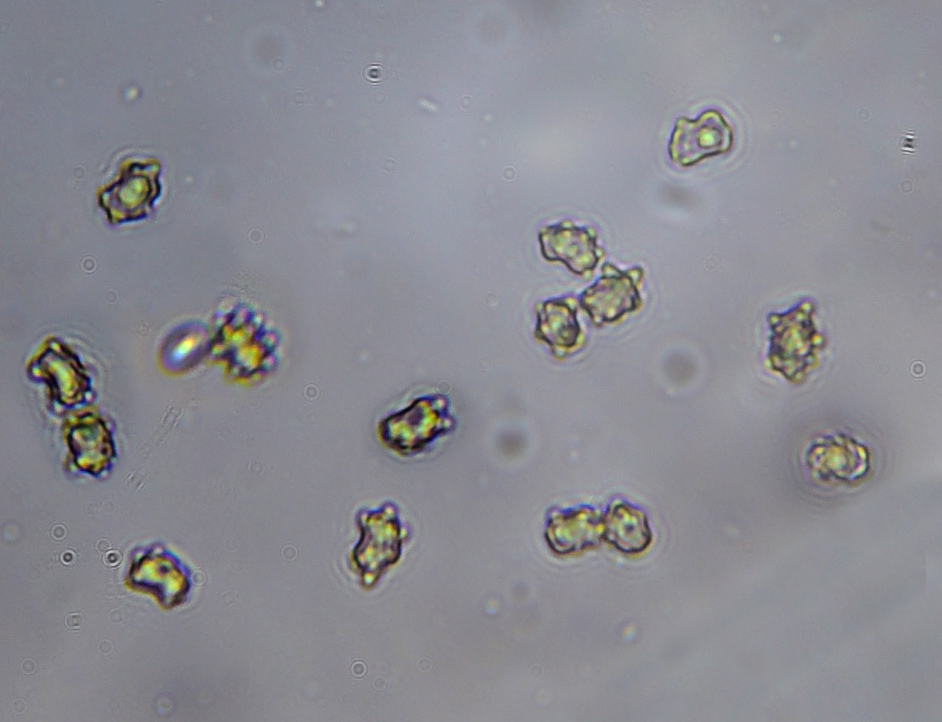
Sporen
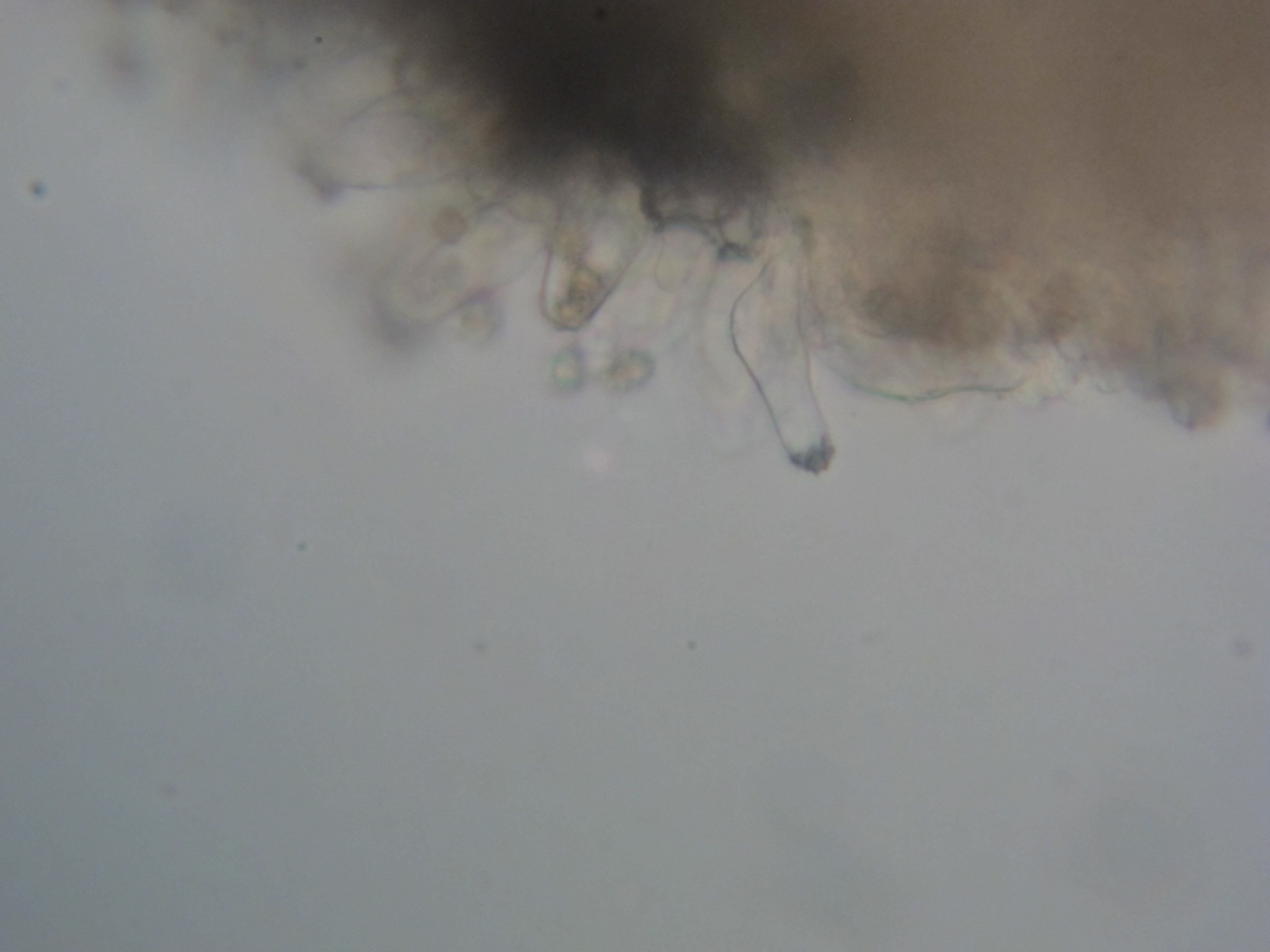
Cystidia
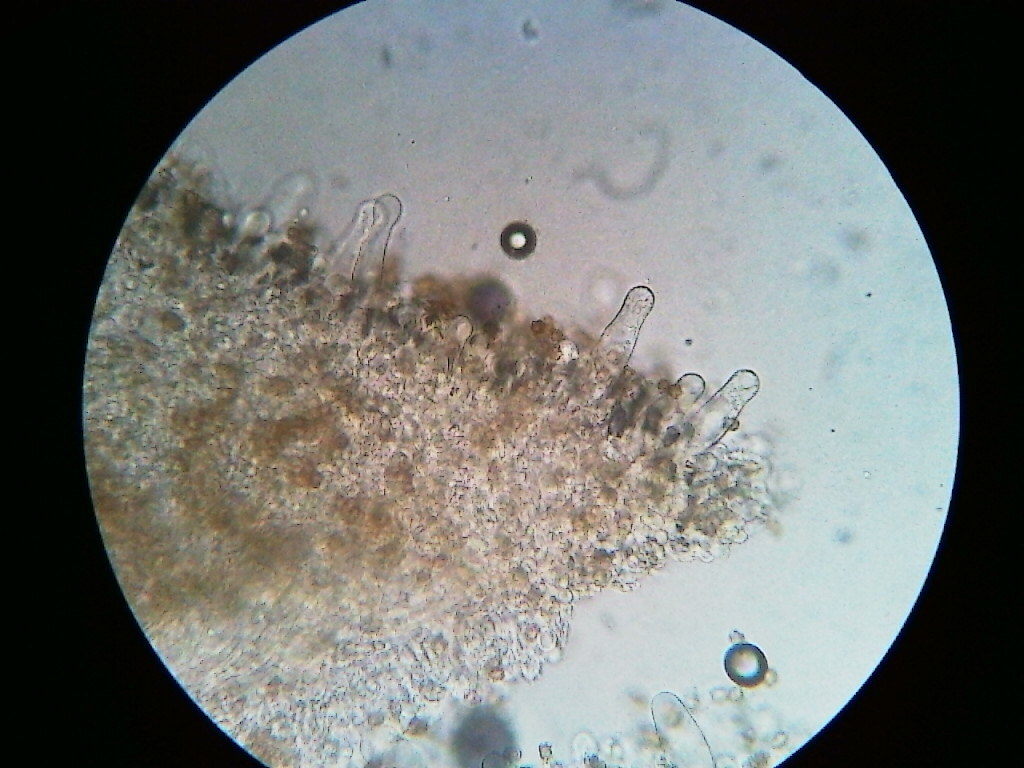
Cystidia

## Verspreiding
De valse wolvezelkop komt voor in Europa en Noord-Amerika. In Nederland komt de valse wolvezelkop vrij zeldzaam voor. Ook zijn enkele waarnemingen bekend uit Aziatische landen. Hij staat op de rode lijst in de categorie 'Kwetsbaar'.

## Naam
De soortaanduiding stellatospora is afgeleid van het Latijnse bijvoeglijk naamwoord stella, wat sterren betekent, verwijzend naar de stervormige sporen.
In 1873 beschreef de Amerikaanse mycoloog Charles Horton Peck (1833-1917) deze vezelkop en gaf hem de botanische naam Agaricus stellatosporus. De door Index Fungorum anno 2023 aanvaarde naam Inocybe stellatospora werd in een publicatie uit 1904 vastgesteld door de Britse mycoloog George Edward Massee (1850-1917).

## Vergelijkbare soorten
Hij lijkt op de gewone wolvezelkop, maar die soort heeft knotsvormige pleurocystidia met afmeting 35–60 × 10–20 µm.
1. ↑  'Inocybe stellatospora op First Nature.com